# Giro del Lazio 1937
Il Giro del Lazio 1937, quinta edizione della corsa, valido come Campionato italiano di ciclismo su strada 1937, si svolse il 26 settembre 1937 su un percorso di 262 km con partenza e arrivo a Littoria. Riservato esclusivamente a corridori italiani, fu vinto da Gino Bartali, che completò il percorso in 7h23'21" precedendo in volata i connazionali Cesare Del Cancia e Olimpio Bizzi. Conclusero la prova, nota negli annali anche come Gran Premio Littoria, 13 dei 35 ciclisti al via.

## Percorso
Il percorso, dopo il via da Littoria, attraversò nell'ordine Pontinia, Sabaudia (km 35,5), i Borghi di Littoria (Borgo Grappa, Borgo Sabotino, Borgo Piave, Borgo Podgora e Borgo Montello), Nettuno, Anzio, Aprilia, Cecchina, Genzano, Nemi, Il Pratone (630 m s.l.m., prima ascesa), Velletri, Cisterna, Littoria, di nuovo Cisterna (dalla via Appia), Velletri, Genzano, Nemi, Il Pratone (seconda ascesa), Velletri e Cisterna, per concludersi a Littoria dopo 262 km di corsa.

## Ordine d'arrivo
| Pos. | Corridore          | Squadra    | Tempo    |
| ---- | ------------------ | ---------- | -------- |
| 1    | Gino Bartali       | Legnano    | 7h23'21" |
| 2    | Cesare Del Cancia  | Ganna      | a 1"     |
| 3    | Olimpio Bizzi      | Fréjus     | a 13"    |
| 4    | Aldo Bini          | Bianchi    | a 57"    |
| 5    | Glauco Servadei    | Ganna      | s.t.     |
| 6    | Severino Canavesi  | Ganna      | s.t.     |
| 7    | Enrico Mollo       | Fréjus     | s.t.     |
| 8    | Ruggero Balli      | Bianchi    | s.t.     |
| 9    | Vasco Bergamaschi  | Bianchi    | a 5'11"  |
| 10   | Enrico Mara        | -          | s.t.     |
| 11   | Adalino Mealli     | Legnano    | s.t.     |
| 12   | Walter Generati    | Fréjus     | s.t.     |
| 13   | Gilberto De Paolis | G.S. MATER | s.t.     |